# Media Home Entertainment
Media Home Entertainment var ett amerikanskt hemvideoföretag, bildades 1978 och upplöstes 1993. De släppte över 1 000 filmer på VHS.

### Fotnoter
1. ↑  ”A Visual History of Video Companies in the 80's” (på engelska). Critcal Condition. http://www.critcononline.com/video_companies_cover_art.htm. Läst 10 juli 2015.